# Dover (hrabstwo Racine)
Dover – miasto w Stanach Zjednoczonych, w stanie Wisconsin, w hrabstwie Racine.